# هولغر بادشتوبر
هولغر بادشتوبر بالألمانية: Holger Badstuber) (مواليد 13 مارس 1989 في ممينغن) لاعب كرة قدم ألماني. يجيد اللعب في مركزي الدفاع والظهير الأيسر.

## مسيرته الكروية
لعب هولغر بادشتوبر خلال مسيرته الاحترافية مع 4 أندية في خمسة عشر موسمًا وسجل خلالها 12 هدفًا ضمن 241 مباراة. حيث فاز في موسمين بالكأس وفي خمسة مواسم بالدوري.
خاض هولغر بادشتوبر مسيرته مع نادي بايرن ميونخ ب في موسم 2007–08 في المرة الأولى ولمدة موسمين ثم في موسم 2013–14 ولمدة موسمين، مشاركًا طوالها في 56 مباراة سجل خلالها 7 أهداف. ثم انتقل إلى نادي بايرن ميونخ في موسم 2009–10 في المرة الأولى ليلعب معه أربعة مواسم ثم في موسم 2014–15 واستمر معه طيلة ثلاثة مواسم، حيث شارك طوالها في 119 مباراة سجل خلالها هدفًا واحدًا. لينتقل بعدها إلى نادي شالكه 04 في موسم 2016–17 لمدة موسم واحد، مشاركًا في 10 مباريات ولم يسجل أي هدف. ثم انتقل إلى نادي شتوتغارت في موسم 2017–18 واستمر معه طيلة ثلاثة مواسم، مشاركًا في 56 مباراة سجل خلالها 4 أهداف.

## مهنة

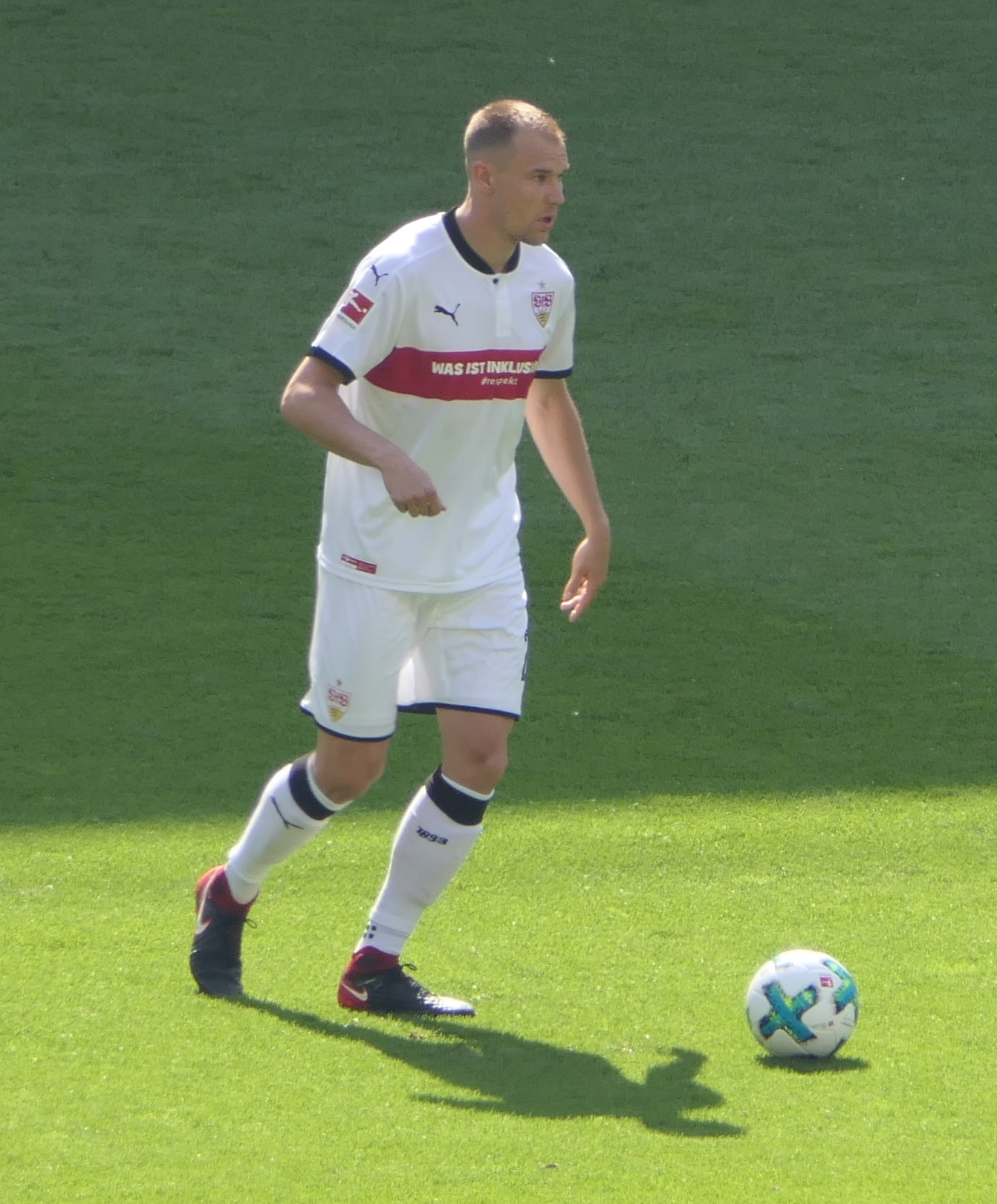
بادشتوبر مع شتوتغارت

بادشتوبر هو إنتاج آخر من أكاديمية بايرن ميونيخ للشباب، وتقدم من خلال الإعداد للشباب والفريق الرديف قبل التوقيع على شروط احترافية في يوليو / تموز 2009، جنباً إلى جنب مع زميله في الفريق توماس مولر، علما انه كان بديلاً غير مستخدمة في عدد من مباريات الفريق الأول في موسم 2008-09. أنه لأول مرة في المباراة الأولى في الدوري هذا الموسم 2009-10، ضد نادي هوفينهايم وكانت منتظمة في مجال الدفاع. وسجل أول هدف كبير، من ركلة حرة قوية، ضد بوروسيا مونشنغلادباخ في 4 ديسمبر 2009. وقال عنه مدرب مانشستر يونايتد الحالي لويس فان خال أنه أفضل مدافع يلعب بقدمه اليسرى في ألمانيا

## روابط خارجية
- هولغر بادشتوبر على موقع الاتحاد الدولي (مؤرشف)  (الإنجليزية)
- هولغر بادشتوبر على موقع الاتحاد الأوربي (الإنجليزية)
- هولغر بادشتوبر على موقع إي إس بي إن إف سي (الإنجليزية)
- هولغر بادشتوبر على موقع قاعدة بيانات كرة القدم.إي يو (الإنجليزية)
- هولغر بادشتوبر على موقع بيانات كرة القدم. دي إي (الألمانية)
- هولغر بادشتوبر على موقع ليكيب (الفرنسية)
- هولغر بادشتوبر على موقع ناشيونال فوتبول تيمز (الإنجليزية)
- هولغر بادشتوبر على موقع Soccerbase.com (لاعب) (الإنجليزية)
- هولغر بادشتوبر على موقع Soccerway.com (الإنجليزية)
- هولغر بادشتوبر على موقع عالم كرة القدم.نت (الإنجليزية)